# Márcia Dantas
Márcia Dantas (Belém, 1º agosto 1987) è una giornalista e conduttrice televisiva brasiliana. Dal 2020 è conduttrice del telegiornale SBT Brasil, insieme a Marcelo Torres.

## Carriera
Márcia ha iniziato la sua carriera giornalistica all'età di 19 anni come stagista presso Record Belém.
Nel 2008, ha debuttato alla RBA TV (affiliata a Band in Pará), dove ha lavorato come reporter e vi è rimasto fino al 2011.
Ha avuto il suo secondo periodo presso Record Belém tra il 2011 e il 2015, dove ha presentato Fala Pará e Pará Record, fino al trasferimento nella sede della rete, a San Paolo.
Nel 2016 ha iniziato a lavorare presso SBT, unendosi inizialmente al team di reporter. Successivamente, ha iniziato a presentare programmi giornalistici, come SBT Notícias, Primeiro Impacto e SBT Brasil, di cui è attualmente presentatrice e conduttrice.
Oltre alla televisione organizza corsi online di giornalismo televisivo e tecniche per lavorare in televisione.

## Vita privata
Márcia è stata sposata con il regista televisivo Rafael Perantunes, dal quale ha avuto un figlio, Gabriel, nato nel 2017. È una fan del Clube do Remo.